# Бунар (2. сезона)
Друга сезона драмске телевизијске серије Бунар премијерно  je емитована од 22. фебруара  до 29.марта  2025. године,  на Суперстар ТВ. Друга сезона се састоји од 11 епизода.

## Радња
Радомир Павловић, бивши професор филозофије, бежи од скандала у мирно шумадијско село, надајући се спокоју. Али, испод мирне површине, његово ново уточиште крије мрачне тајне. Наркобос Тодор Малбаша присиљава га на дистрибуцију наркотика, а Радомир постаје његов роб, заробљен у свету опасности.
Док се Радомир бори са сопственом мрачном сенкон која га вуче на тамну страну, очајнички тражи излаз.
Свака одлука је испуњена страхом и неизвесношћу.
Једина нада му је Југа, локални трговац свињског меса и бивши криминалац, који га одбија у жељи да побегне из криминалног миљеа. Преломна тачка настаје када Радомир, једног јутра, у бунару открије беживотно тело жене коју је волео.
У тренутку када се све чини изгубљено, Радомир се суочава са најдубљим страховима и мрачним силама које га савладавају и он постаје оно чега се највише плаши...

## Епизоде
| Бр. у серији | Бр. у сезони | Назив          | Редитељ       | Сценариста    | Премијерно емитовање |
| ------------ | ------------ | -------------- | ------------- | ------------- | -------------------- |
| 12           | 1            | „Епизода 2.1”  | Игор Ђорђевић | Игор Ђорђевић | 22. фебруар 2025.    |
| 13           | 2            | „Епизода 2.2”  | Игор Ђорђевић | Игор Ђорђевић | 23. фебруар 2025.    |
| 14           | 3            | „Епизода 2.3”  | Игор Ђорђевић | Игор Ђорђевић | 1. март 2025.        |
| 15           | 4            | „Епизода 2.4”  | Игор Ђорђевић | Игор Ђорђевић | 2. март 2025.        |
| 16           | 5            | „Епизода 2.5”  | Игор Ђорђевић | Игор Ђорђевић | 8. март 2025.        |
| 17           | 6            | „Епизода 2.6”  | Игор Ђорђевић | Игор Ђорђевић | 9. март 2025.        |
| 18           | 7            | „Епизода 2.7”  | Игор Ђорђевић | Игор Ђорђевић | 15. март 2025.       |
| 19           | 8            | „Епизода 2.8”  | Игор Ђорђевић | Игор Ђорђевић | 16. март 2025.       |
| 20           | 9            | „Епизода 2.9”  | Игор Ђорђевић | Игор Ђорђевић | 22. март 2025.       |
| 21           | 10           | „Епизода 2.10” | Игор Ђорђевић | Игор Ђорђевић | 23. март 2025.       |
| 22           | 11           | „Епизода 2.11” | Игор Ђорђевић | Игор Ђорђевић | 29. март 2025.       |